# Cratere Eutropia
Eutropia è un cratere sulla superficie di 4 Vesta.